# 완주 정수사 목조아미타여래삼존좌상
완주 정수사 목조아미타여래삼존좌상(完州 淨水寺 木造阿彌陀如來三尊坐像)은 대한민국 전북특별자치도 완주군 상관면, 정수사에 있는 조선시대의 불상이다. 2015년 3월 4일 대한민국의 보물 제1853호로 지정되었다.

## 지정 사유
완주 정수사 목조아미타여래삼존상은 1910년경 전주 위봉사에서 이안했다는 전언이 있으나 발원문에는 "全羅道 全州府○○"로만 기록되어 정확하게 원 봉안처는 알 수 없고 전주 일대의 사찰에서 조성된 것으로만 추측될 뿐이다.
이 삼존불상은 순치 9년(1652)에 조각승 무염이 수조각승을 맡아 여섯 명의 보조조각승을 이끌고 완성한 작품이다. 무염이 수조각승을 담당한 작품들은 1635년의 불갑사 목조석가여래삼불좌상을 포함해서 여러 지역에 다수의 존상들이 전하고 있으나 정수사의 아미타삼존상은 조형적인 면에서나 장대한 규모면에서 무염의 대표작이라고 할 수 있다. 따라서 이 작품은 지금까지 알려진 무염 제작의 불상들 가운데 매우 우수한 불상으로서 국가지정문화재 보물로 지정하여 보존·관리할 가치가 충분하다고 판단된다.

## 같이 보기
- 정수사

## 참고 자료
- 완주 정수사 목조아미타여래삼존좌상 - 국가유산청 국가유산포털